# عالیه قارایوا
عالیه قارایوا (به ترکی آذربایجانی: Aliyə Qarayeva) ژیمناست زادهٔ ۱ ژانویهٔ ۱۹۸۸ میلادی اهل کشور جمهوری آذربایجان است.